# 大同法
大同法（たいどうほう、デドンボプ）は、1608年に李氏朝鮮で施行された税制。
実施された地域は、平安道、咸鏡道、済州島を除いた地域。この税制は李朝初期からの貢納制による弊害が甚大であった為、改善して施行された。貢納制は農民に田税、軍役とその地方の特産物を貢納、進上を行った。だが、特産物に関わっていない農民は、その地方の特産物を商人から買ったが、商人は特産物の値段を数倍に引き上げるなどして、農民は貧窮を極め、国家の歳入は減少した。
そのため大同法では、基本的に土地1結につき米12斗を収めるようにし、また貢納は対象から外した。また山間部では米の代わりに大同木や大同銭で収めていた。

## 概要
壬辰倭乱の休戦の翌年、1594年（宣祖27年）に領議政柳成龍は国家の食糧難に対し打開策として一年間だけ、代貢収米法（後に大同法）を施行した。1608年（光海君1年）5月に領議政だった李元翼はこれまでの弊害が多い貢納制から代貢収米法に改革し、一番壬辰倭乱による被害を受けた京畿道に実施された。その際、大同法、後に宣恵法に改称した。実際には、1569年（宣祖3年）に弘文館の校理だった李珥が代貢収米法（東湖問答）の書類を宣祖に提案していた。
1624年（仁祖2年）には、江原道で実施し、1651年（孝宗2年）では領議政だった金堉の提案で全羅道と忠清道でも実施され、1677年（粛宗3年）に咸鏡道、平安道、済州島を除く全域で実施される。

## 税制
まず江原道では、海岸地方は、京畿道の例に沿って、春秋二期に分けて全部で土地1結につき米12斗を収め、山間地方は、土地1結につき米5斗と木棉1匹を収めた。忠清道は最初は土地1結に米10斗を収めたが、後期から12斗になり、全羅道、慶尚道は基本的に土地1結につき米13斗を収め、黄海道は地方税の詳定法と重複して全部で土地1結に米15斗を収めた。

## 経過
当初は拡大して実施することは難しかった。なぜなら広大な土地を所有していた両班や商人の反対が大きく、全域に施行するまで100年ほどかかったからだ。
とくに忠清道の観察使を務めた金堉は1649年（孝宗1年）11月5日に孝宗に両湖（忠清道、全羅道）で実施するべきと提案した
。
金堉は光海君時代10年間程停擧（정거）され農業と炭を売って生計を立てていたので、民の暮らしを理解し、一生を大同法に懸けていた。孝宗2年（1651年）に領議政されると忠清道にも大同法を施行した。1657年7月に全羅道での実施も建議したが、その途中で亡くなった。死後は金佐明などがその意思を引き継ぎ全国的に実施された。

### 賛成と反対
- 推進派
  - 金堉
  - 金佐明
  - 金弘郁
  - 李元翼

- 慎重派
  - 金集
  - 安邦俊
  - 宋時烈

## 結果
この税制は貢納をなくし農民の負担が軽減し、商業は発展しつつあったが、一方で問題点としては、農業技術が発展していなかったため、凶作がよく起こり逃げ出す者が増えた。そのため族徴や隣徴などの制度があった。族徴は逃走した農民の親族がその分の税を納め、隣徴は逃走した農民の近所の者が納める制度だが、そのおかげで、村に農民がいなくなった所もある。